# 伯扎讷
伯扎讷（法語：Bezannes，法語發音：[bəzan]），法国东北部城市，大东部大区马恩省的一个市镇，隶属于兰斯区，其市镇面积为8.01平方公里，2022年1月1日时人口数量为4,456人，在法国市镇中排名第2,792位。
伯扎讷位于马恩省西北部，兰斯市区以南，是兰斯的一个近郊卫星城，香槟-阿登TGV站位于其境内。

## 地名来源
根据当地官方网站的论述，“Bezannes”一名最初于公元11世纪以“Bisennx”的形式被记载，该名称可能出自古法语，意为“蜂巢”。19世纪初，当地曾使用“Bezanne”作为官方名称拼写。

## 历史

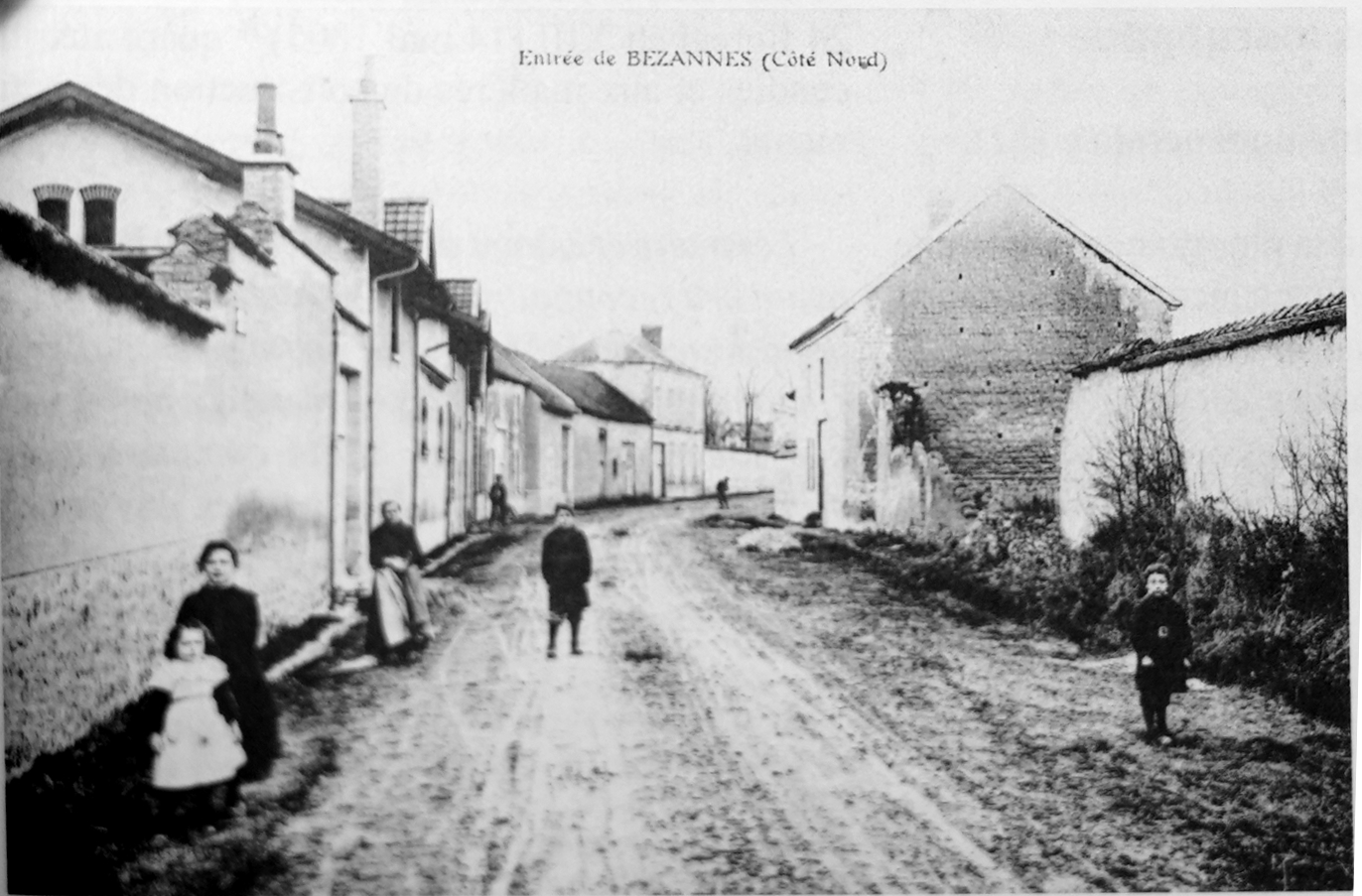
二十世纪初的伯扎讷

伯扎讷的早期历史尚不清楚，当地曾发掘出一处新石器时代的人类活动遗址。伯扎讷可能在公元七世纪左右形成聚落，11世纪时出现教堂并自1184年起成为一处堂区。1295年2月，在法兰西国王腓力四世的强制要求下，伯扎讷居民被迫前往参与修建兰斯城墙。1626年，伯扎讷境内出现了首座教育机构。1775年路易十六在兰斯加冕期间，其夫人玛丽·安托瓦内特曾到访伯扎讷。法国大革命后，伯扎讷成为马恩省的一个市镇。第一次世界大战期间，伯扎讷遭到波及。直至21世纪初，伯扎讷尚为一个不足千人的普通聚落。2007年建成通车的东部高速铁路经过伯扎讷境内并在此设立香槟-阿登TGV站，直通伯扎讷的兰斯有轨电车B线亦于2011年建成。得益于交通发展和兰斯的城市扩张，伯扎讷境内建成了商务区及大片居民区，当地人口数量快速增加。

## 地理

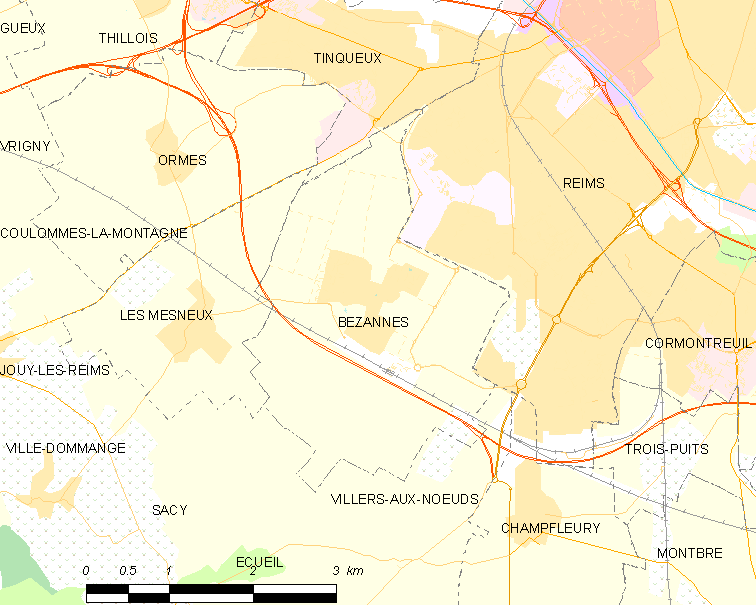
伯扎讷市镇范围地图

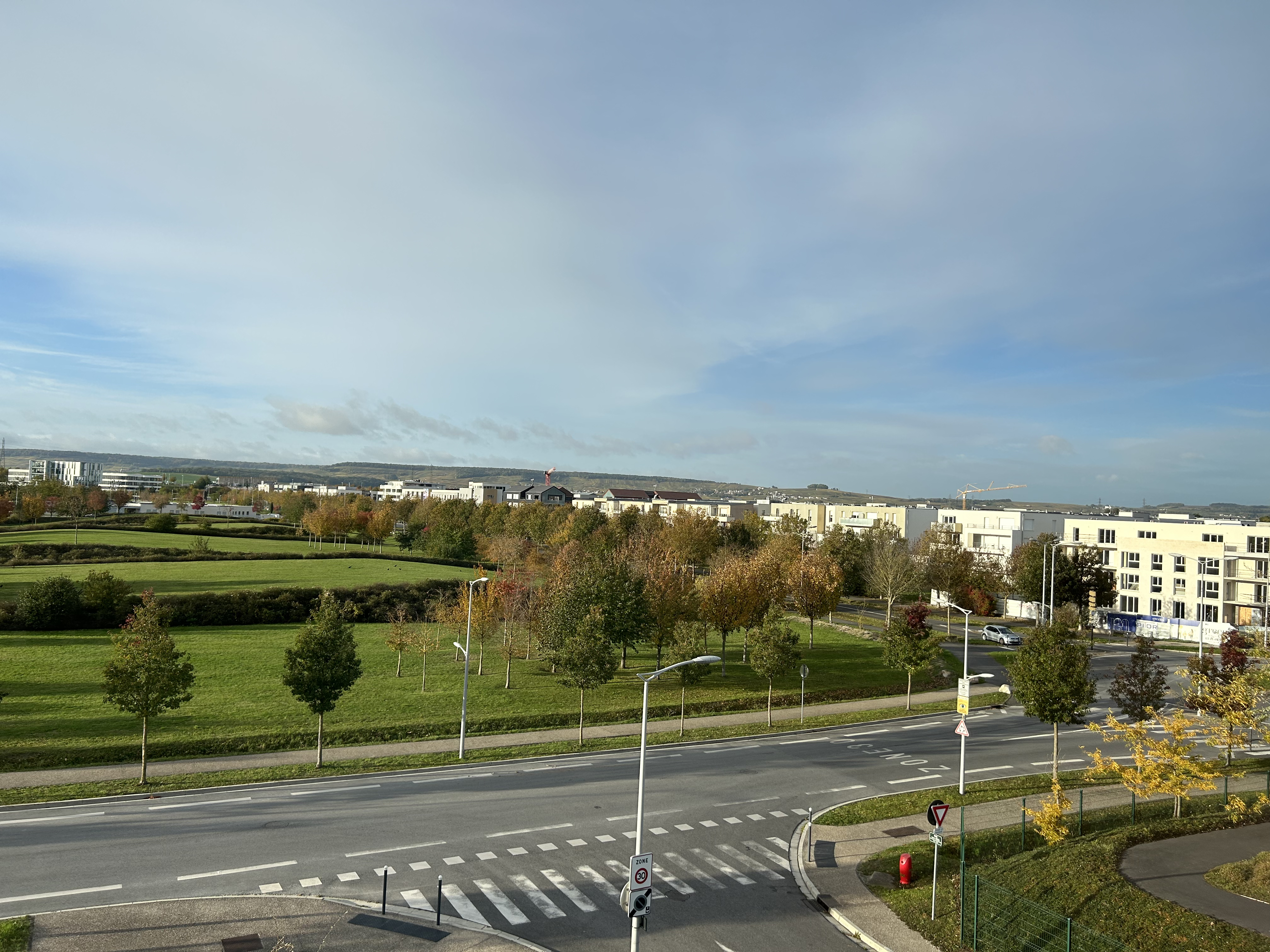
远眺伯扎讷市镇南侧

伯扎讷位于法国东北部，大东部大区西北部和马恩省西北部，距离省会香槟沙隆大约47公里。与伯扎讷接壤的市镇包括：埃克伊、莱梅讷、兰斯、萨西、坦克和维莱欧讷。

### 地形
伯扎讷位于白垩香槟地区腹地，境内以平原为主，市镇中心地势较为平坦，整体地势自北向南略有抬升，全境海拔在83到117米之间。

### 水文
米尔河（La Muire）发源于伯扎讷市镇范围内并向北流出市境，除此之外伯扎讷市镇范围内无大型天然地表径流及水域分布。

### 植被
伯扎讷属于温带阔叶混交林区，林地多分布于河流附近及坡地地带，莱罗斯利耶尔公园（Parc des Roselières）、莱科托公园（Parc des Coteaux）等是当地主要的城市绿地。
在鲜花城市的评比中，伯扎讷被评为3星级鲜花城市。

### 气候
伯扎讷在柯本气候分类法中属于带有一定大陆性气候特征的温带海洋性气候（Cfb）。
距离伯扎讷最近的常年气象站为位于贝特尼境内的兰斯香槟气象站，以下为该气象站的数据：
| 兰斯-贝特尼 1981年－2019年 | 兰斯-贝特尼 1981年－2019年 | 兰斯-贝特尼 1981年－2019年 | 兰斯-贝特尼 1981年－2019年 | 兰斯-贝特尼 1981年－2019年 | 兰斯-贝特尼 1981年－2019年 | 兰斯-贝特尼 1981年－2019年 | 兰斯-贝特尼 1981年－2019年 | 兰斯-贝特尼 1981年－2019年 | 兰斯-贝特尼 1981年－2019年 | 兰斯-贝特尼 1981年－2019年 | 兰斯-贝特尼 1981年－2019年 | 兰斯-贝特尼 1981年－2019年 | 兰斯-贝特尼 1981年－2019年 |
| 月份                       | 1月                        | 2月                        | 3月                        | 4月                        | 5月                        | 6月                        | 7月                        | 8月                        | 9月                        | 10月                       | 11月                       | 12月                       | 全年                       |
| -------------------------- | -------------------------- | -------------------------- | -------------------------- | -------------------------- | -------------------------- | -------------------------- | -------------------------- | -------------------------- | -------------------------- | -------------------------- | -------------------------- | -------------------------- | -------------------------- |
| 历史最高温 °C（°F）        | 20 (68)                    | 22 (72)                    | 24 (75)                    | 29.4 (84.9)                | 31.7 (89.1)                | 36.7 (98.1)                | 37.7 (99.9)                | 39.3 (102.7)               | 33 (91)                    | 27.5 (81.5)                | 20 (68)                    | 16.7 (62.1)                | 39.3 (102.7)               |
| 平均高温 °C（°F）          | 4.9 (40.8)                 | 6.9 (44.4)                 | 10.2 (50.4)                | 13.9 (57.0)                | 18.1 (64.6)                | 21.4 (70.5)                | 23.8 (74.8)                | 23.4 (74.1)                | 20.3 (68.5)                | 15.4 (59.7)                | 9.2 (48.6)                 | 5.9 (42.6)                 | 14.5 (58.1)                |
| 日均气温 °C（°F）          | 2.3 (36.1)                 | 3.4 (38.1)                 | 6 (43)                     | 8.9 (48.0)                 | 12.7 (54.9)                | 15.9 (60.6)                | 17.9 (64.2)                | 17.7 (63.9)                | 14.9 (58.8)                | 11 (52)                    | 6 (43)                     | 3.2 (37.8)                 | 10 (50)                    |
| 平均低温 °C（°F）          | −0.4 (31.3)                | −0.1 (31.8)                | 1.8 (35.2)                 | 3.8 (38.8)                 | 7.3 (45.1)                 | 10.4 (50.7)                | 12 (54)                    | 11.9 (53.4)                | 9.5 (49.1)                 | 6.6 (43.9)                 | 2.8 (37.0)                 | 0.5 (32.9)                 | 5.5 (41.9)                 |
| 历史最低温 °C（°F）        | −22.3 (−8.1)               | −19.9 (−3.8)               | −11.2 (11.8)               | −5.8 (21.6)                | −2.1 (28.2)                | −0.4 (31.3)                | 0 (32)                     | 2 (36)                     | −0.7 (30.7)                | −6.6 (20.1)                | −11.5 (11.3)               | −19.6 (−3.3)               | −22.3 (−8.1)               |
| 平均降水量 mm（）          | 43.6 (1.72)                | 42.2 (1.66)                | 50.8 (2.00)                | 43.4 (1.71)                | 59.8 (2.35)                | 58.8 (2.31)                | 52.2 (2.06)                | 49.4 (1.94)                | 49.5 (1.95)                | 51.5 (2.03)                | 53.1 (2.09)                | 49.8 (1.96)                | 604.1 (23.78)              |
| 月均日照時數               | 50.3                       | 86.1                       | 129.4                      | 171.7                      | 206.9                      | 220                        | 235                        | 216.3                      | 170.6                      | 121.6                      | 71.9                       | 49                         | 1,728.8                    |
| 来源：infoclimat.fr        |                            |                            |                            |                            |                            |                            |                            |                            |                            |                            |                            |                            |                            |

## 行政区划
伯扎讷的市镇编号为51058，邮政编号为51430。
在行政管理方面，伯扎讷隶属于法国大东部大区马恩省兰斯区；在地方选举方面，伯扎讷是兰斯第四县的中央投票站所在地，其市镇范围全境被划入马恩省第二选区；在社会管理方面，伯扎讷是大兰斯城市公共社区的办公驻地。
截至2024年12月，伯扎讷市镇范围内暂无任何城市敏感街区及城市政策优先街区。
法国国家统计与经济研究所（简称“INSEE”）在进行数据统计时，将伯扎讷及相邻的另外8个市镇设为兰斯城市核心区，并将包括核心区在内的周边共229个市镇划为兰斯城市区。自2020年起，兰斯城市区被包含294个市镇的兰斯城市辐射区代替。此外，INSEE还将伯扎讷市镇整体看作一个“块区”（IRIS），以便于统计人口分布情况。

## 交通

### 公路
A4高速公路经过伯扎讷市镇范围内，另有马恩省省道D6线经过伯扎讷镇中心。香槟-阿登TGV站前方设有汽车站台，停靠弗利克斯巴士及BlaBlaCar Bus的长途汽车线路。
| 23 | 4.5 |

| 香槟沙隆 | 49 |

| 兰斯 | 6.5 |

| 埃佩尔奈 | 24 |

2021年，77.8%的伯扎讷家庭拥有至少一辆私人汽车。2022年，伯扎讷境内共发生各类交通事故8起，造成1人遇难，13人受伤。

### 铁路

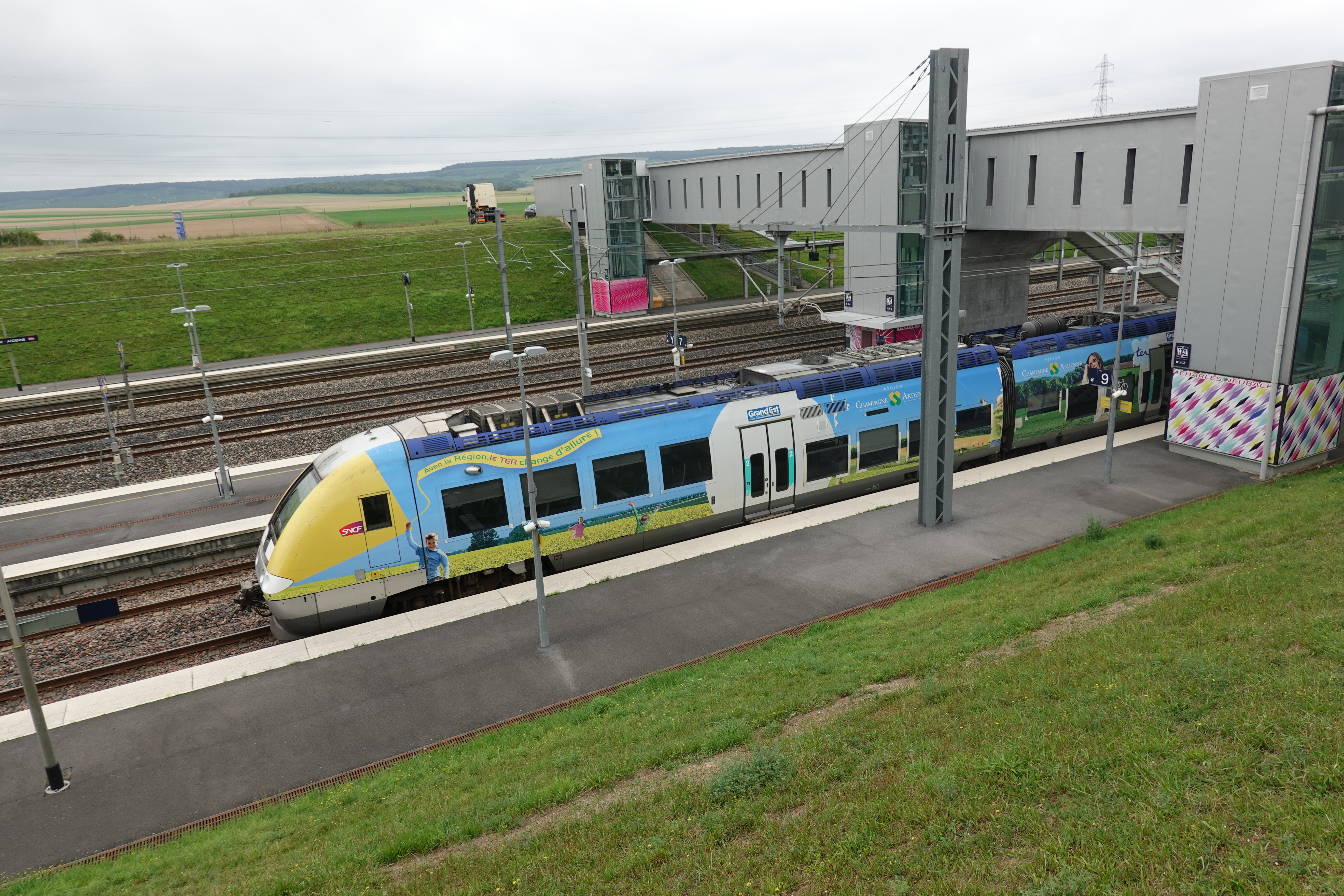
香槟-阿登TGV站内停靠的一辆区域列车

东部高速铁路经过伯扎讷境内并设有香槟-阿登TGV站（副站名为“兰斯-伯扎讷站”，Reims-Bezannes），该站停靠往返于斯特拉斯堡和法国西部和北部诸地（南特、雷恩、波尔多、里尔、布鲁塞尔）以及连接巴黎和法国东北部诸城（南锡、梅斯、斯特拉斯堡、孚日圣迪耶、勒米尔蒙、巴勒迪克、科尔马）之间的高速列车，以及始发前往兰斯和色当方向的区域列车。

### 航空
伯扎讷距离沙隆-瓦特里机场的公路里程大约73公里，距离巴黎戴高乐机场大约134公里。

### 城市公共交通
伯扎讷是兰斯城市公共交通（商业名称为“Grand Reims Mobilités”，2024年1月以前称为“Citura”）是当地的城市公共交通系统。截至2024年12月，该系统共包括两条有轨电车线路和数十条公交线路，其中有轨电车B线和公交7路、13路、21路、R线（仅夏季开行）经过伯扎讷市区。

## 政治

### 市政内阁

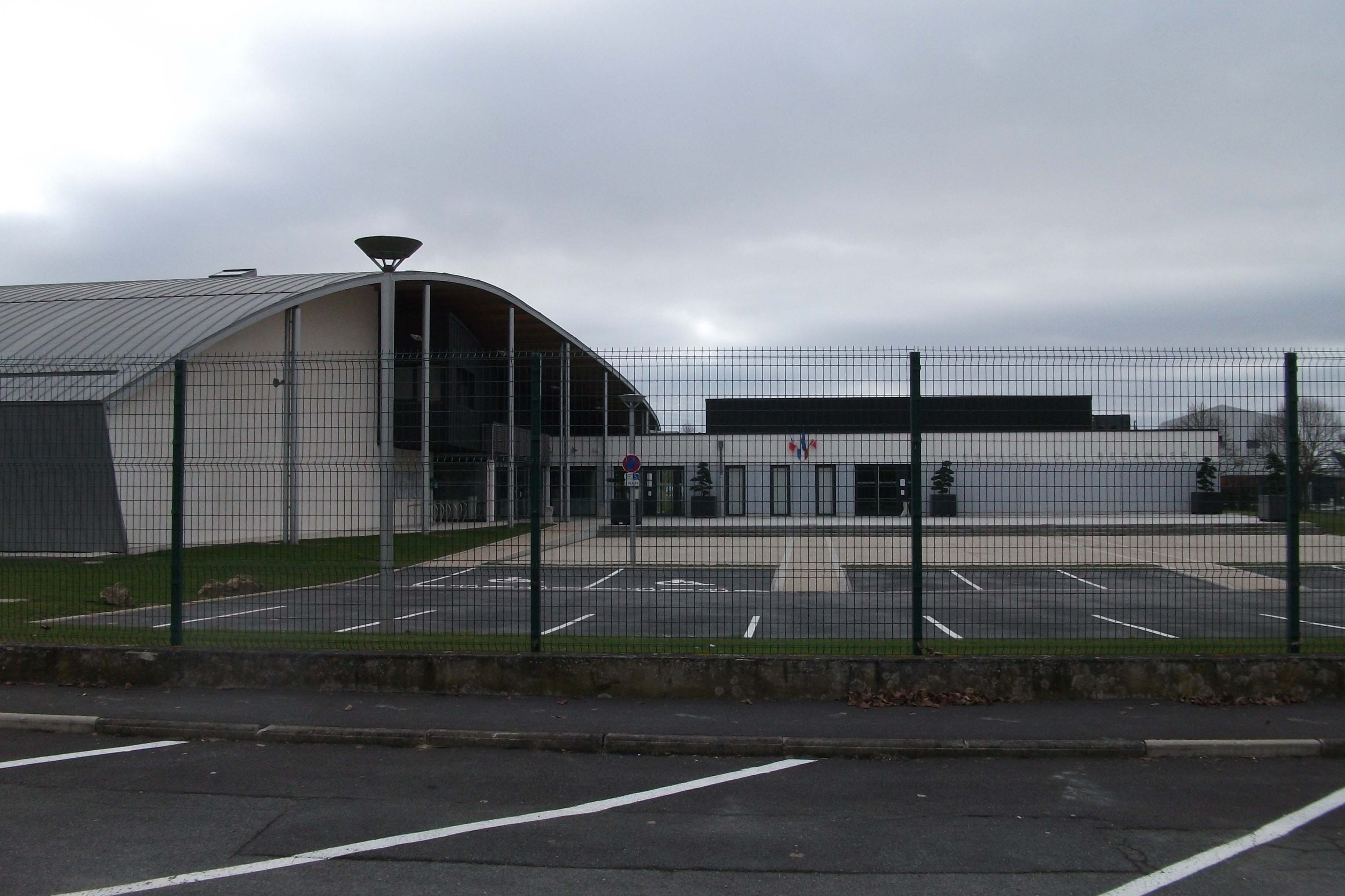
伯扎讷市政厅

伯扎讷的现任市长为多米尼克·波塔尔先生（Dominique POTAR），他是一名无党派人士，在2020年的市政选举中获得了51.32%的支持率。
| 伯扎讷历届市长         | 伯扎讷历届市长                      | 伯扎讷历届市长    |
| 任期                   | 市长                                | 党派              |
| ---------------------- | ----------------------------------- | ----------------- |
| （1971年以前资料暂缺） |                                     |                   |
| 1971年－1989年         | Raymond MATHIEU 雷蒙·马蒂厄         | 不详              |
| 1989年－1995年         | Louis MAUPRIVEZ 路易·莫普里韦       | 不详              |
| 1995年－2020年         | Jean-Pierre BELFIE 让-皮埃尔·贝尔菲 | DVD右翼无党派人士 |
| 2020年－               | Dominique POTAR 多米尼克·波塔尔     | 無黨籍            |

### 各级选举
| 伯扎讷历届投票选举结果 | 伯扎讷历届投票选举结果 | 伯扎讷历届投票选举结果 | 伯扎讷历届投票选举结果 | 伯扎讷历届投票选举结果       | 伯扎讷历届投票选举结果 | 伯扎讷历届投票选举结果 | 伯扎讷历届投票选举结果       | 伯扎讷历届投票选举结果 | 伯扎讷历届投票选举结果 |
| 选举项目               | 选举范围               | 选区单位               | 选区单位内的选举结果   | 选区单位内的选举结果         | 选区单位内的选举结果   | 选区单位内的选举结果   | 选区单位内的选举结果         | 选区单位内的选举结果   | 参考资料               |
| 选举项目               | 选举范围               | 选区单位               | 第一轮胜出者           | 第一轮胜出者                 | 支持率                 | 第二轮胜出者           | 第二轮胜出者                 | 支持率                 | 参考资料               |
| ---------------------- | ---------------------- | ---------------------- | ---------------------- | ---------------------------- | ---------------------- | ---------------------- | ---------------------------- | ---------------------- | ---------------------- |
| 2017年法國總統選舉     | 法國                   | 市镇                   |                        | 弗朗索瓦·菲永                | 30.04%                 |                        | 埃马纽埃尔·马克龙            | 75.1%                  | [ 22 ]                 |
| 2017年法国立法选举     | 马恩省第二选区         | 市镇                   |                        | 艾娜·库里奇                  | 42.82%                 |                        | 艾娜·库里奇                  | 59.28%                 | [ 22 ]                 |
| 2019年欧洲议会选举     | 法國                   | 市镇                   |                        | 纳塔莉·卢瓦索                | 34.86%                 | （不适用）             | （不适用）                   | （不适用）             | [ 24 ]                 |
| 2021年法国省级选举     | 马恩省                 | 县                     |                        | 让-皮埃尔·福蒂内 朱丽叶·西吉 | 62.54%                 |                        | 让-皮埃尔·福蒂内 朱丽叶·西吉 | 70.8%                  | [ 25 ] [ 26 ]          |
| 2021年法国省级选举     | 马恩省                 | 市镇                   |                        | 让-皮埃尔·福蒂内 朱丽叶·西吉 | 62.27%                 |                        | 让-皮埃尔·福蒂内 朱丽叶·西吉 | 75.47%                 | [ 25 ] [ 26 ]          |
| 2021年法国大区选举     | 大東部大區             | 市镇                   |                        | 让·罗特纳                    | 40.33%                 |                        | 让·罗特纳                    | 48.29%                 | [ 27 ]                 |
| 2022年法国总统选举     | 法國                   | 市镇                   |                        | 埃马纽埃尔·马克龙            | 36.44%                 |                        | 埃马纽埃尔·马克龙            | 64.77%                 | [ 22 ]                 |
| 2022年法国立法选举     | 马恩省第二选区         | 市镇                   |                        | 林达·梅格尼纳                | 24.02%                 |                        | 安娜-索菲·弗里古             | 50.65%                 | [ 22 ]                 |
| 2024年欧洲议会选举     | 法國                   | 市镇                   |                        | 若尔丹·巴尔代拉              | 32.2%                  | （不适用）             | （不适用）                   | （不适用）             | [ 22 ]                 |
| 2024年法国立法选举     | 马恩省第二选区         | 市镇                   |                        | 洛尔·米勒                    | 34.36%                 |                        | 洛尔·米勒                    | 61.31%                 | [ 22 ]                 |

## 人口
2021年，伯扎讷市镇人口数量为4,011，在法国排名第2,792位。其中男性1,871人，女性2,140人，75岁及以上人口占6.8%，外籍人口数量为84人，人口密度为501人/平方公里，当地居民被称为（男性）或（女性）。2022年，伯扎讷境内出生78人，死亡人口61人。
| 伯扎讷1901年－2021年人口变化情况 |
|                                  |
| 数据来源：Cassini、INSEE         |

## 经济
伯扎讷是兰斯的一个近郊卫星城。截至2024年12月，伯扎讷市镇范围内共有各类用人单位（包含自雇）1,315家，平均历史为12年，其中95.44%为中小型企业（PME），2024年10月至12月间，当地的经济活力指数为0。（医疗）、（土地租赁）及（汽车销售）是当地2022年已公布营业额最高的三个企业，分别为184,339,488欧元、29,713,898欧元和25,977,583欧元。

## 财政与居民收入
2022年，伯扎讷的财政收入总额为4,027,580欧元，财政支出总额为2,412,430欧元，当年的债务总额为4,922,170欧元。2022年，伯扎讷市镇通过增值税获得296,170欧元的收入，此外当地还共获得了239,270欧元的国家直接财政补助。
| 伯扎讷居民收入情况                               | 伯扎讷居民收入情况 | 伯扎讷居民收入情况    | 伯扎讷居民收入情况 |
| 内容                                             | 伯扎讷             | 法国                  | 统计年份           |
| ------------------------------------------------ | ------------------ | --------------------- | ------------------ |
| 征税家庭总数                                     | 1,989              | 1,081（法国市镇平均） | 2022年             |
| 居民平均月收入                                   | 2,522欧元          | 2,435欧元             | 2022年             |
| 高级职员人均月收入                               | 4,078欧元          | 4,331欧元             | 2021年             |
| 中级职员人均月收入                               | 2,360欧元          | 2,470欧元             | 2021年             |
| 普通职员人均月收入                               | 1,795欧元          | 1,801欧元             | 2021年             |
| 贫困率                                           | 8%                 | 14.5%                 | 2020年             |
| 青壮年（15至64岁）失业率                         | 6.8%               | 7.4%                  | 2020年             |
| 征税家庭数量占比                                 | 59.2%              | 45.5%                 | 2020年             |
| 家庭年均纳税                                     | 4,293欧元          | 4,393欧元             | 2022年             |
| 资料来源：INSEE、L'Internaute、Le Journal du Net |                    |                       |                    |

## 社会事务

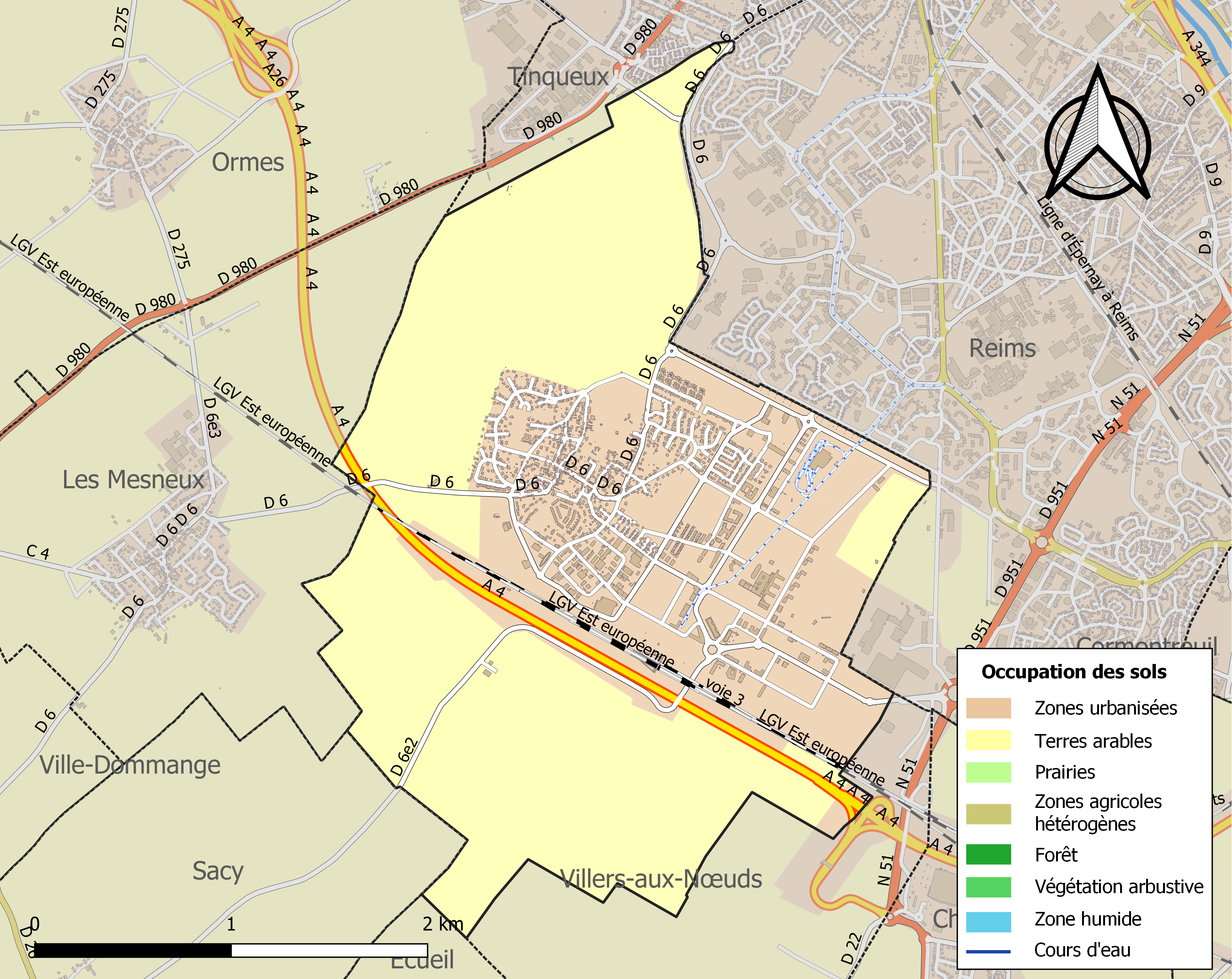
伯扎讷土地利用情况地图

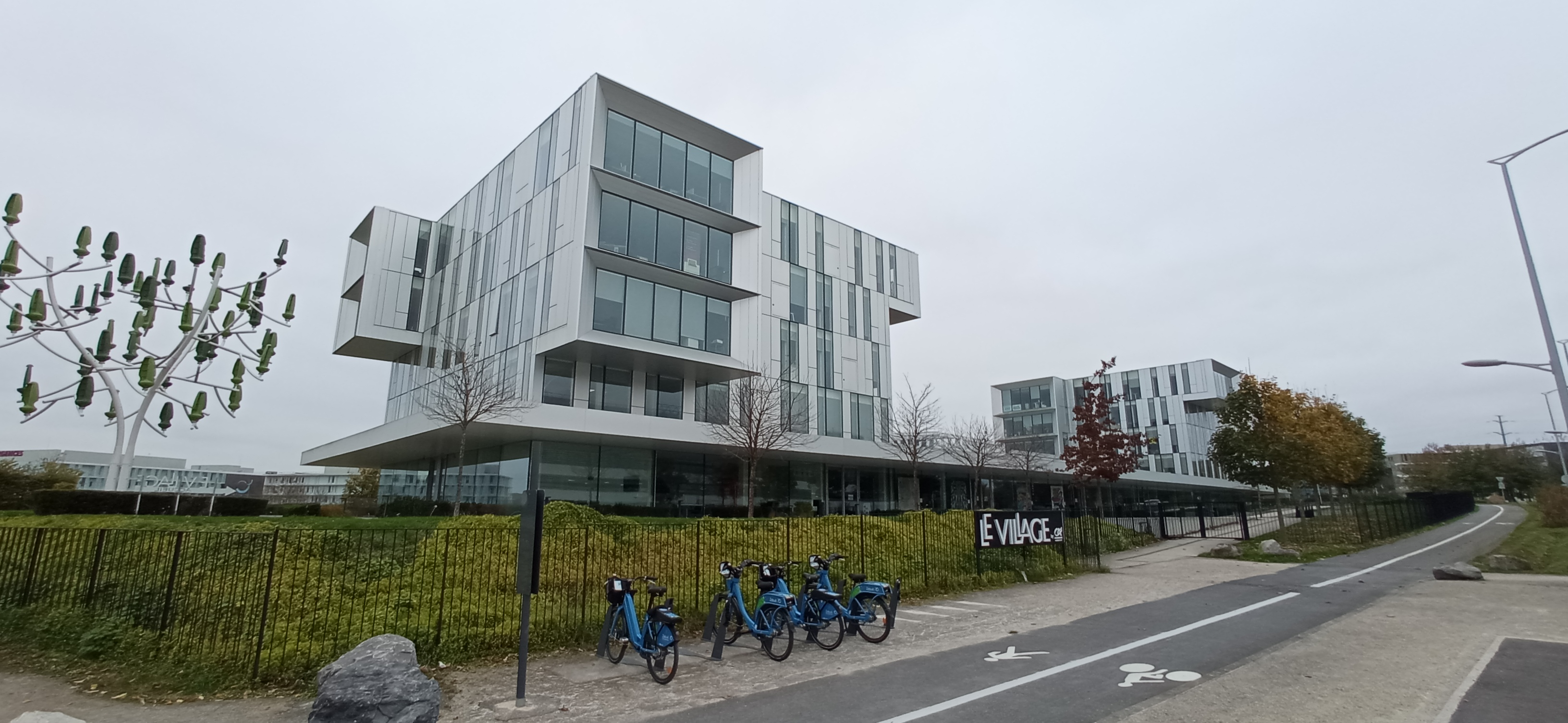
一处办公楼

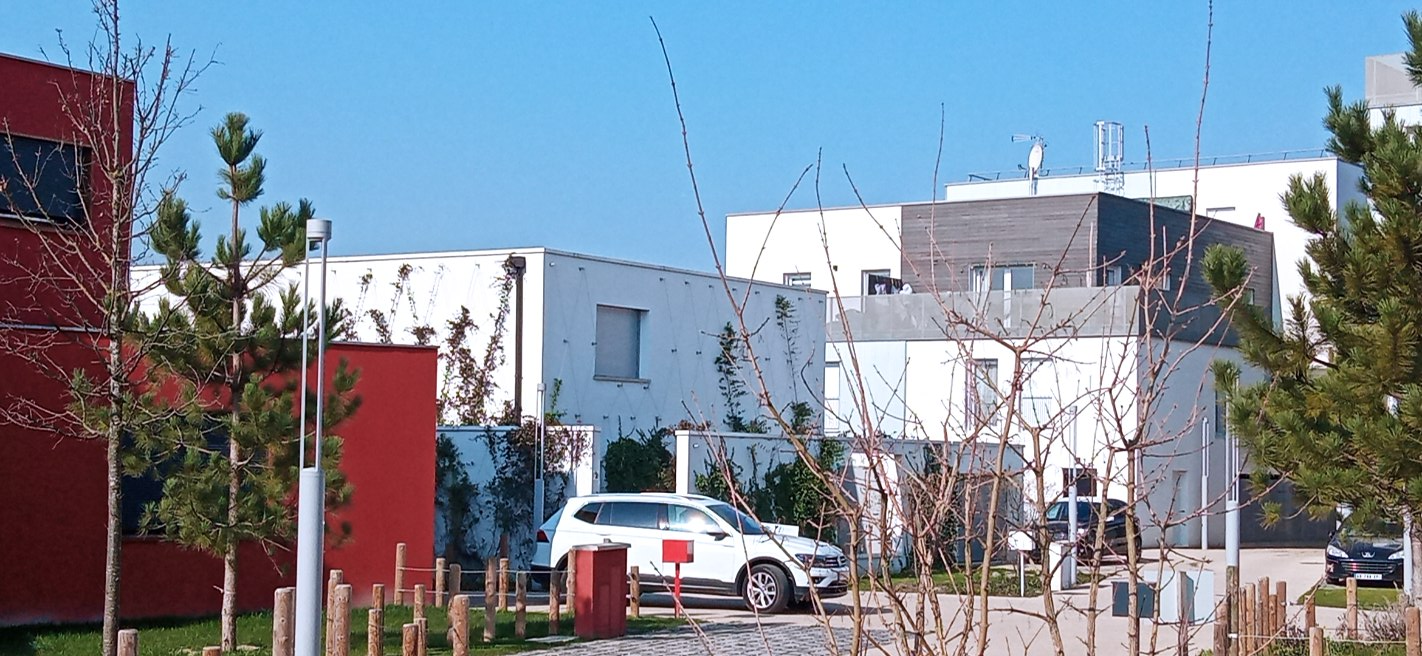
现代居民房屋

### 教育
伯扎讷属于兰斯学区。截至2023年1月1日，伯扎讷境内共有2所小学和1所初级中学。2022至2023学年度，伯扎讷境内共有在校中等教育阶段学生160名。

### 医疗
截至2023年1月1日，伯扎讷境内共有全科医生21名、保健师12名、牙医13名、护士5名、耳科医生4名、眼科医生8名、皮肤科医生10名、助产士7名、儿科医生10名和妇科医生21名。境内共有药房1家、养老院3家、残疾人帮扶中心1家。
兰斯-伯扎讷综合诊疗中心（Polyclinique Reims-Bezannes）位于伯扎讷市区东侧，是一家综合性的私立医疗机构，设有急诊及十余个科室。
距离伯扎讷最近的区域性医疗机构为兰斯大学中心医院，其主病区罗贝尔·德布雷医院位于兰斯市区南部，距离伯扎讷市区的正常车程大约6分钟，该院设有床位575个，是马恩省境内规模最大的公立综合性医院。

### 住房
2021年，伯扎讷境内共有各类住房2,172套，其中45.3%为独立式住宅，53.5%为集中式住宅。常住房屋占伯扎讷市镇范围内居民建筑总量的85.3%。
在住房保障政策方面，2023年，伯扎讷境内共有1,150户家庭获得了家庭津贴补助，受益人数占总人口数量的28.7%，其中505份为房租补助。

### 商业
2021年，伯扎讷境内共有各类实体商铺118家，其中餐厅12家、面包房3家、肉铺1家、书店5家、银行门店3家、美容美发店3家、汽车维修店16家。伯扎讷镇中心南侧建有一家Intermarché Express超市。

### 体育
2023年，伯扎讷境内共有1间体育馆、1座综合体育场、2处网球场以及1处足球或橄榄球场。
截至2024年12月，伯扎讷2050足球俱乐部（FC Bezannes 2050，编号547311）是伯扎讷境内唯一的一家注册足球俱乐部，其主队2024至2025赛季参加马恩省足球联赛丙组（法国第十一级别），其主场为市政球场（Stade Municipal）。

### 环境
伯扎讷的环境事务由其所属的大兰斯城市公共社区联合各级政府协调负责。2021年，伯扎讷境内暂无污染企业。

### 治安
2023年，伯扎讷市镇范围内累计记录各类案件217起，其中盗窃类案件115起，人身侵犯类案件61起，毒品交易类案件3起。

## 文化

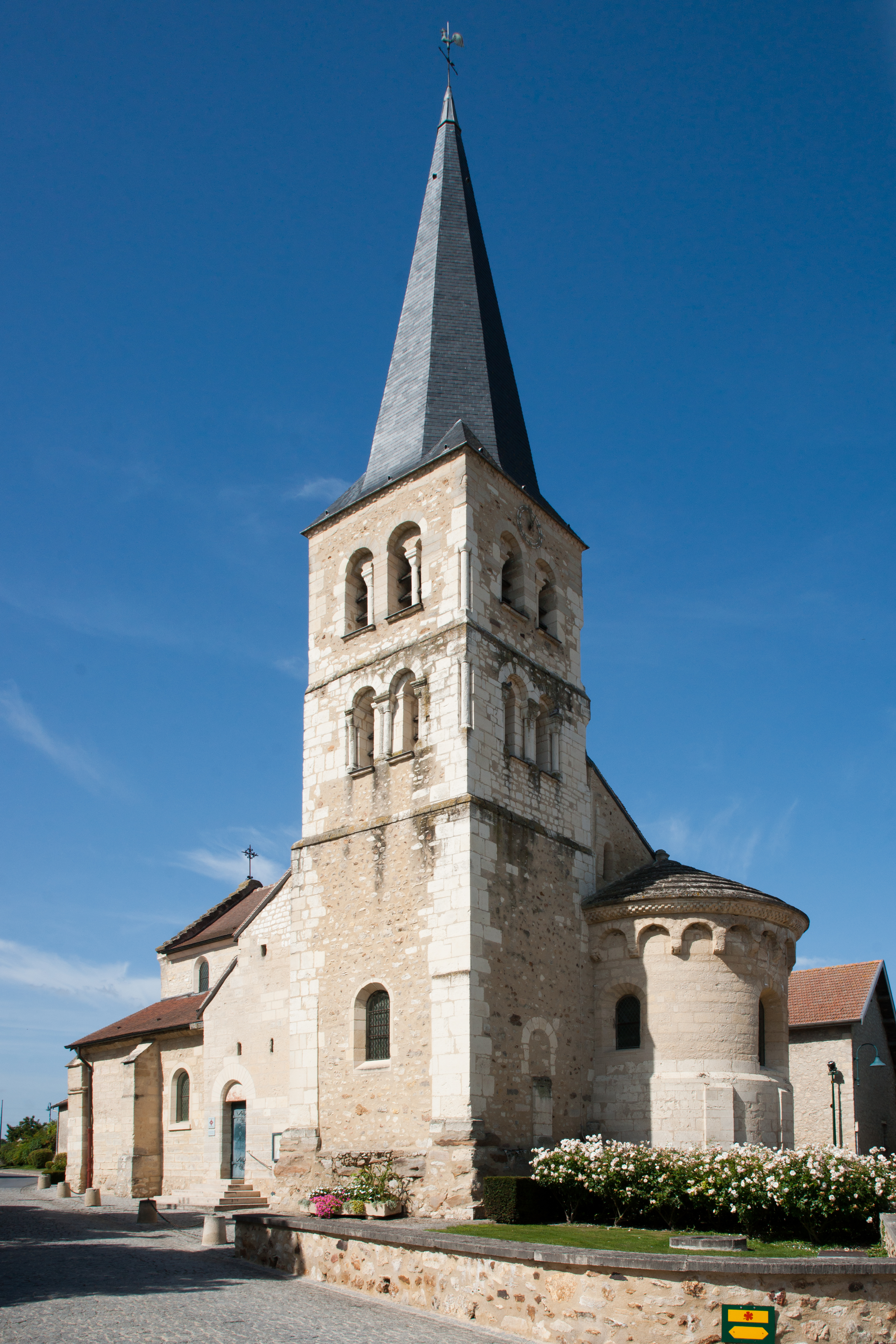
圣马丁教堂

2021年，伯扎讷境内暂无任何文化设施。伯扎讷境内建有图书馆（Bibliothèque de Bezannes），每周二、三、四向公众开放。

### 建筑
伯扎讷境内有多处历史建筑，其中圣马丁教堂为法国国家文物保护单位。

### 旅游
伯扎讷的旅游事务由其所属的大兰斯城市公共社区联合各级政府协调负责。2024年，伯扎讷境内共有3家酒店共计238间房间。

### 媒体
法国主要的媒体均可在伯扎讷接收，法国电视三台下属的大东部大区频道在部分时段播出伯扎讷所在马恩省的地方新闻。《联合报》、香槟广播、蓝色法兰西香槟-阿登广播等是当地主要的地方性媒体。

## 友好城市
截至2024年12月，伯扎讷暂未建立任何友好城市关系。